# Namu River (Tasmansee)
Der Namu River ist ein Fluss im Südwesten der Südinsel Neuseelands. Er entspringt im Norden des 1295 m hohen Mount Namu und führt in nordwestlicher Richtung bis zur Mündung an der Open Cove, einer Bucht des Te Awa-o-Tū / Thompson Sound. Der Name bezieht sich auf die Bezeichnung der Māori für eine Sandfly.